# Dolina Brzoskwinki
Dolina Brzoskwinki (Dolina Brzoskwini) – dolina o długości ok. 4 km położona pomiędzy miejscowościami Brzoskwinia, Chrosna i Morawica w górnej części potoku Brzoskwinka. Znajduje się na Wyżynie Krakowsko-Częstochowskiej w mezoregionie geograficznym zwanym Garbem Tenczyńskim.

## Opis doliny
W 2005 r. staraniem mieszkańców Chrosnej dokonano rewitalizacji zachodniego zbocza dolinki i zostało ono przygotowane do turystyki; wycięto część drzew odsłaniając skały wapienne, wyznakowano ścieżkę dydaktyczną, przygotowano dla turystów ławeczki, miejsca biwakowe i tablice z opisami doliny, parking dla samochodów. Dzięki tym staraniom Dolina Brzoskwinki jest jednym z bardziej atrakcyjnych miejsc rekreacyjnych w okolicach Krakowa.
Dolina Brzoskwinki rozcina południową część Garbu Tenczyńskiego. Górny jej odcinek ma łagodne stoki i szerokie dno (100–250 m), dolny natomiast, w okolicach Chrosnej to skalisty wąwóz o dnie szerokości ok. 50 m. Na obu jego stromych ścianach liczne skały wapienne. Jeszcze kilkadziesiąt lat temu zachodnie zbocze doliny, przez które przebiega obecnie szlak turystyczny było użytkowane rolniczo – były tu pastwiska i łąki. Po zaprzestaniu jego użytkowania zarosło lasem typu grąd, w którym dominuje grab, poza nim liczniej występuje dąb, brzoza, jesion, olcha czarna. Skały wapienne porośnięte są murawami kserotermicznymi. Dzięki częściowemu wycięciu drzew występujące na nich gatunki roślin (niektóre z nich są chronione prawnie) znalazły dobre warunki do rozwoju.
Przez dolinę wytyczono zataczającą zamkniętą pętlę ścieżkę dydaktyczną „Chrośnianeczka”. Ma ona długość 4,4 km (czas przejścia 1.30-2 godz.). Prowadzi pomiędzy malowniczymi skałami o fantastycznych kształtach. W jednym miejscu w skale zwanej Obchodnią ścieżka prowadzi długim korytarzem skalnym. Na szczycie innej, zwanej Wielkim Brzegiem, przy żelaznym krzyżu znajduje się punkt widokowy ok. 60 m nad dnem doliny. Nieco powyżej tej skały z krzyżem znajduje się mniejsza, a w niej Jaskinia Ducha Gór, który według opowiadań mieszkańców pilnował wypasanego tu bydła, gdy pastuszkowie zajęli się zabawą. Ścieżka wyprowadza z niego polną drogą na grzbiet Garbu Tenczyńskiego. Rozciągają się stąd szerokie widoki, przy dobrej widoczności można zobaczyć nawet Tatry. Powyżej doliny znajduje się wzgórze Popówka. W bliskim sąsiedztwie Doliny Brzoskwinki znajdują się dwie inne bardzo atrakcyjne doliny: Dolina Mnikowska i Zimny Dół, w obydwu utworzono rezerwaty przyrody.

## Geologia
Skały wapienne budujące ściany doliny powstały w późnej jurze na dnie płytkiego morza, które wówczas znajdowało się na tym terenie. Zawierają one nieliczne tylko skamieniałości, występują za to na ich powierzchni liczne żebra, nisze skalne i wgłębienia oraz pęknięcia, które powstały w wyniku osuwanie się i osiadania zewnętrznych części skał.
Wapienne podłoże pod działaniem wody z rozpuszczonym w niej dwutlenkiem węgla silnie ulega procesom krasowym. Ich rezultatem są m.in. jaskinie i schroniska. W Dolinie Brzoskwinki jest ich wiele: Brzuszna Szczelina, Jaskinia Bezimienna, Jaskinia Ducha Gór, Jaskinia Leśnych Skrzatów, Jaskinia nad Skrzatami, Jaskinia nad Zajęczą, Jaskinia pod Zajęczą, Schronisko Kuny, Meander w Mysiurze, Schronisko Małe w Skale nad Potokiem, Schronisko nad Potokiem, Schronisko pod Kazalnicą, Schronisko w Dziurawej Skale, Schronisko w Skale nad Potokiem, Schronisko za Ulami, Studnia Szalonego Chłopa, Wielki Okap, Źródło w Brzoskwini.

## Wspinaczka skalna
Dolina Brzoskwinki to największe zgrupowanie skał na całym Garbie Tenczyńskim. Jest jednym z bardziej popularnych rejonów wspinaczki na całej Wyżynie Krakowsko-Częstochowskiej. Znajdujące w niej skały dzielą się na trzy grupy:
- Skały Chrośnieńskie na prawym zboczu doliny. Jest to teren będący własnością gminy. W kierunku od południa na północ znajdują się w nim skały: Lisie Jamy, Położna, Obchodnia, Zręb, Skała Artystów, Mysiura, Żmijowe Skały, Brzuszna Skała,
- część prywatna na lewym zboczu doliny. Wspinaczka w tej części doliny wymaga każdorazowo uzyskania zgody właściciela posiadłości. Dojście do skał tylko ścieżką. W kolejności od południa na północ znajdują się tutaj skały: Krzyżakowa Skała, Osobna, Diabla Skała, Wodna Skała, Labirynt, Cygańska Turnia, Dzika Baszta, Mur Renarda, Kazalnica, Kanion[6].
- Węzie Skały – grupa skał na lewych zboczach w zachodniej części doliny. Są to: Menhir, Drzewna Skała, Leszczynowa Skała i Węzia Skała[6].

## Szlaki turystyczne
Mników – Dolina Mnikowska – Wąwóz Półrzeczki – Dolina Brzoskwinki – Brzoskwinia – Las Zabierzowski – Zabierzów
 ścieżka dydaktyczna „Chrośnianeczka”: Chrosna – Dolina Brzoskwinki – Chrosna